# Afrolittorina
Genre
Afrolittorina est un genre de mollusques gastéropodes marins de la famille des Littorinidae dont l'espèce-type est Afrolittorina africana.

## Liste d'espèces
Selon World Register of Marine Species (19 janvier 2024) :
- Afrolittorina acutispira (E. A. Smith, 1892)
- Afrolittorina africana (R. A. Philippi, 1847)
- Afrolittorina knysnaensis (R. A. Philippi, 1847)
- Afrolittorina praetermissa (May, 1909)

## Classification
Le nom valide complet (avec auteur) de ce taxon est Afrolittorina Williams (d), Reid (d) & Littlewood (d), 2003.

## Publication originale
- (en) S.T. Williams, D. Reid et D.T.J. Littlewood, « A molecular phylogeny of the Littorininae (Gastropoda: Littorinidae): unequal evolutionary rates, morphological parallelism, and biogeography of the Southern Ocean », Molecular Phylogenetics and Evolution, États-Unis, vol. 28, no 1,‎ juillet 2003, p. 60-86 (ISSN 1055-7903, e-ISSN 1095-9513, DOI doi.org/10.1016/s1055-7903(03)00038-1).